# Saint-Pierre-Lafeuille
Saint-Pierre-Lafeuille – miejscowość i gmina we Francji, w regionie Oksytania, w departamencie Lot.
Według danych na rok 1990 gminę zamieszkiwało 217 osób, a gęstość zaludnienia wynosiła 25 osób/km² (wśród 3020 gmin regionu Midi-Pireneje Saint-Pierre-Lafeuille plasuje się na 846. miejscu pod względem liczby ludności, natomiast pod względem powierzchni na miejscu 1192.).